# 贝维拉克夸宫
贝维拉克夸宫（Palazzo Bevilacqua-Costabili）是意大利费拉拉的一座文艺复兴建筑，位于 Voltapaletto 街11号。

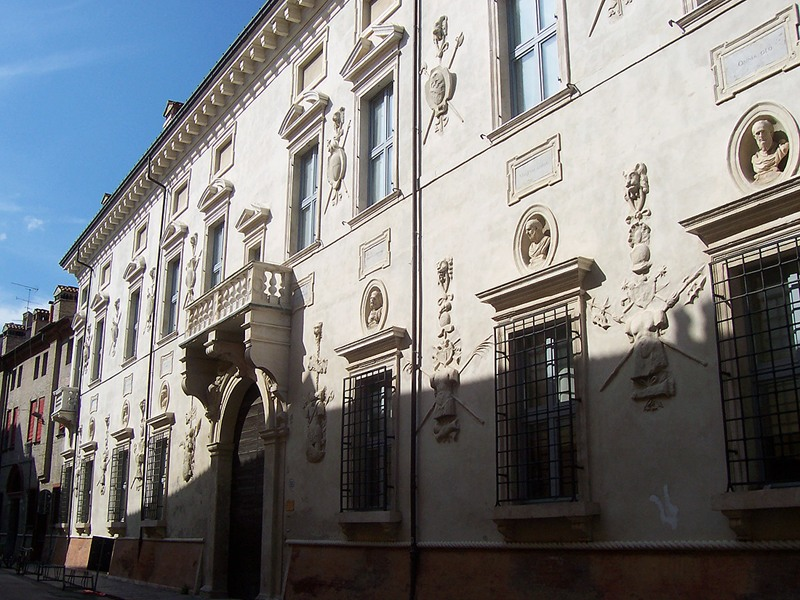

## 历史
贝维拉克夸宫由贝维拉克夸家族建于1430年。最初的立面由Giovanni Battista Aleotti设计。1602年，博尼法西奥·贝维拉克夸枢机主教居住于此。1710年，它成为费拉拉法官埃尔科莱·贝维拉克夸的住所。
1830年侯爵吉文·巴蒂斯塔Giovan Battista Costabili Containi购买并修复了宫殿。1916年，伯爵弗朗切斯科·马扎获得该建筑。此后又经历了多次改变，包括精神病院，超市和电影院。2006年，宫殿修复后重新开放，现在是费拉拉大学经济学系的所在地。贵族层的房间仍然保存有弗朗切斯科·萨拉斯尼等人的壁画。